# Венера-16
«Вене́ра-16» — советская автоматическая межпланетная станция (АМС), запущенная по программе исследования планеты Венера. Старт межпланетной станции «Венера-16» был осуществлен 7 июня 1983 года в 02:32:00 UTC (06:32 МСК) с космодрома Байконур, с помощью ракеты-носителя «Протон-К» с разгонным блоком ДМ. Цель запуска — радиолокационное картографирование поверхности Венеры. Обследовать из космоса поверхность этой планеты возможно только с помощью радиолокатора, так как Венера постоянно окутана плотными облаками. Приполярная область планеты, картографированием которой занималась «Венера-16», до её полёта была «белым пятном», поскольку она, в отличие от более южных районов, недоступна и для радиолокации с Земли, а также не была охвачена исследованиями с искусственного спутника Венеры «Пионер-Венера-1». Кроме того, часть поверхности Венеры, а именно, от 30 градусов с. ш. до 75 градусов с. ш., отснятая АМС «Пионер-Венера-1» с разрешением 200 км по местности и разрешением 200 м по высоте, была переснята АМС «Венера-15» и «Венера-16» с разрешением 1 — 2 км по местности и 30 м по высоте. Последние данные с борта аппарата получены 13 июня 1985 года, когда он откликнулся на сигнал, посланный с Земли «Веге-1».

## Описание аппарата
АМС «Венера-16» представляла собой цилиндр высотой 5 метров и диаметром 0,6 метра. На одном конце цилиндра были укреплены две антенны, предназначенные для радиолокационного зондирования поверхности Венеры: антенна радиолокатора бокового обзора с синтезированной апертурой, зеркало которого представляло собой параболический цилиндр, оно имело длину 6 м и ширину 1,4 м, и вторая — антенна радиовысотомера с параболическим зеркалом диаметром 1 м, для измерения высоты над поверхностью Венеры и её отражательных свойств. Сложенная и накрытая защитным экраном во время межпланетного перелёта, на подлёте к Венере антенна радиолокатора сбросила его и раскрылась. Антенна радиовысотомера была закреплена неподвижно на корпусе корабля. Во время обычных сеансов сканирования поверхности Венеры она была направлена вертикально вниз. Антенна радиолокатора в процессе сканирования отклонялась от оси корабля на 10°. Эта система радиолокационного зондирования была разработана Московским энергетическим институтом На другом конце АМС были топливные баки, двигатели и приборный отдел.. Две прямоугольные солнечные батареи располагались с двух сторон станции и были раскрыты в виде крыльев. Для связи с Землёй на станции была установлена подвижная тарелка радиоантенны с параболическим зеркалом (диаметр 2,6 метра). Скорость передачи информации не зависела от расстояния до станций и составляла 100 кбит/с, а в сутки операторы на Земле принимали 100 Мбит данных.
На АМС были также установлены: инфракрасный фурье-спектрометр, детектор космических лучей (6 сенсоров), детекторы солнечной плазмы. Масса межпланетной станции составила 5300 кг.
За пять суток до старта «Венеры-16» была запущена автоматическая межпланетная станция «Венера-15», которая имела точно такое же оборудование и те же задачи, что и АМС «Венера-16». Обе межпланетные станции были модификацией предыдущих АМС «Венера-13» и «Венера-14». Вместо спускаемых аппаратов на «Венере-15» и «Венере-16» было установлено радиолокационное оборудования для обследования рельефа поверхности Венеры.
Для приема информации от станций «Венера-15» и «Венера-16» использовались две крупнейшие на то время в СССР антенны — антенна РТ-70 в Центре дальней космической связи под Евпаторией с диаметром главного зеркала 70 метров и антенна РТ-64 в Медвежьих Озёрах под Москвой с диаметром главного зеркала 64 метра.
Перелёт к Венере осуществлялся с промежуточной орбиты искусственного спутника Земли. Видимо, траектория перелёта была близка к гомановской, поскольку длительность полёта к Венере по гомановской траектории составляет 146 суток, и именно июнь 1983 года являлся благоприятным сезоном для перелёта по такой траектории.:386 15 июня и 5 октября 1983 года были проведены коррекции орбиты станции. На пути полёта к «утренней звезде» «Венера-16» проводила исследования космических лучей от Солнца и галактик.

## Исследование Венеры

### Выход на орбиту ИСВ
14 октября 1983 АМС «Венера-16» достигла окрестностей Венеры. Первый сеанс радиозондирования Венеры был проведён «Венерой-16» 20 октября, когда была заснята примерно та же полоса, что и «Венерой-15» 16 октября. После коррекции 22 октября «Венера-16» вышла на новую полярную орбиту вокруг Венеры. Параметры орбиты составили: минимальное удаление ~ 1000 км над точкой, находящейся на 62° северной широты, максимальное удаление ~ 66000 км, наклонение орбиты ~ 92,5°, период обращения ~ 24 часа. «Венера-15» была выведена на орбиту вокруг Венеры 10 октября. Орбита «Венеры-16» была сдвинута относительно орбиты «Венеры-15» на 4°.

### Радиолокационная съёмка и высотное профилирование
«Венера-15» и «Венера-16» работали совместно более восьми месяцев. Длина волны, на которой осуществлялась радиолокация разработчиками станции была выбрана равной 8 см из соображений близкого к минимальному ослабления сигнала атмосферой Венеры (2,2 децибел). Ежесуточный сеанс съёмки обычно продолжался 16 минут — в период максимального приближения станции к поверхности Венеры. Радиолокатор в течение этого времени, по мере движения станции, заснимал полосу шириной 120 км и длиной 7500 км, начинавшуюся на 80 градусах с.ш. за полюсом, проходившую вблизи полюса и вдоль меридиана шедшую до 30 градусов с.ш. перед полюсом. Так как за сутки Венера поворачивалась на определённый угол, следующая полоса тоже поворачивалась и снимаемая область была уже отличной от предыдущей. При одновременной работе радиовысотомера радиолокатор снимал полосу справа по движению станции, полюс же находился слева. Для того, чтобы снять область, непосредственно прилегающую к полюсу, каждые 10 дней проводился особый сеанс, во время которого станция поворачивалась на 20 градусов по часовой стрелке вокруг оси, параллельной движению и таким образом антенна радиолокатора переходила на левую сторону по движению станции, радиовысотомер же при этом отклонялся от вертикали на 20 градусов и измерение высот не проводилось. За время полного оборота Венеры вокруг своей оси, с 11 ноября 1983 по 10 июля 1984 года, «Венера-15» и АМС «Венера-16» получили радиолокационное изображение поверхности Венеры в области от северного полюса до, приблизительно, 30° северной широты, то есть, приблизительно, 30 % поверхности Венеры.

### Инфракрасная спектрометрия
Для получения информации о тепловом излучении Венеры на станции был установлен инфракрасный фурье-спектрометр, изготовленный в ГДР. Он являлся основным средством измерения в эксперименте по программе «Интеркосмос», проводимом учёными СССР и ГДР. Модель инфракрасного фурье-спектрометра была усовершенствованной версией устройств, применявшихся на советских ИСЗ серии «Метеор». Значительным его преимуществом над предшествующими моделями была способность проводить обратное преобразование Фурье над интерферограммами прямо на борту АМС и передавать на Землю, по желанию операторов, либо необработанные интерферограммы, либо готовые спектры, либо и то, и другое. При помощи этого прибора с орбиты ИСВ станции «Венера-15» и «Венера-16» в 1983 году получили 1500 спектров инфракрасного излучения, каждый — в диапазоне длин волн от 6 до 40 мкм. Исследованный пояс широт — от 66 градусов ю.ш. до 87 градусов с.ш. Обычно вдоль каждой трассы, которая проходила в меридиональном направлении вблизи полюса с ночной стороны Венеры на дневную, станцией регистрировалось 50—60 инфракрасных спектров.

### Обработка информации и составление карт
Сигнал, поступавший с АМС проходил обработку с помощью ЭВМ СМ-4 и специально разработанной аппаратуры, включавшей такие элементы, как процессор, выполнявший преобразование Фурье, в Институте радиотехники и электроники (ИРЭ) АН СССР, где по нему строились профили высот поверхности и её радиолокационные изображения. Данные ИРЭ обрабатывались в Институте геохимии и аналитической химии им. В. И. Вернадского АН СССР и в ЦНИИГАиК. Параметры орбиты, необходимые при обработке картографической информации, уточнялись Институтом прикладной математики АН СССР. Система координат точек на поверхности Венеры, использовавшаяся станцией, соответствовала утверждённой МАС в 1982 году. С помощью несложных преобразований — умножения на одну матрицу размером 3x3, она может быть приведена к системе, принятой МАС в 1985 году и использовавшейся, в частности, американским космическим аппаратом «Магеллан». Для более наглядного представления высот они отсчитывались от сферы радиусом 6051 км, который по данным на то время был равен среднему радиусу Венеры.
Данные измерений радиолокатора и радиовысотомера служили основой при создании карт Венеры, для каждой из 27 частей исследованной области была составлена фотографическая и гипсометрическая карты. Эта работа была завершена ИРЭ в 1987 году. Разрешение радиолокационных изображений составляло 1—2 км, и поэтому для фотографических карт использовался масштаб 1:5000000. Для фрагментов карт, охватывающих широты до 80 градусов с.ш. использовалась нормальная равноугольная коническая проекция Ламберта — Гаусса, а для широт от 80 до 90 градусов с.ш. — стереографическая проекция. Для составления гипсометрических карт использовались данные радиовысотомера, полученные по трассам следования станций, точность каждого измерения высоты составляла 30 метров. Значения высоты между трассами получались интерполяцией по методу обратных взвешенных расстояний. На основе этих карт был выпущен первый атлас рельефа Венеры. В 1989 году за «создание первых детальных карт поверхности Венеры цифровыми методами и анализ на их основе геологии Венеры» А. Т. Базилевскому, Г. А. Бурбе, С. Ф. Загороднему, А. И. Захарову, С. П. Игнатову, А. А. Крымову, М. В. Островскому, А. А. Пронину, А. Л. Суханову, А. Г. Тучину, Ю. С. Тюфлину и Б. Я. Фельдману была присуждена Государственная премия СССР. Картографирование Венеры было позже продолжено аналогичными методами при помощи КА «Магеллан».
В исследованном двумя АМС районе как две точки с максимальной высотой, так и точка с минимальной высотой были определены радиовысотомером АМС «Венера-16»:
| Дата измерения      | Высота (от уровня 6051 км) | Координаты, по МАС-82                | Координаты, по МАС-85                | Район          |
| ------------------- | -------------------------- | ------------------------------------ | ------------------------------------ | -------------- |
| 14 ноября 1983 года | -2250 м                    | широта — 43,862°, долгота — 275,028° | широта — 43,816°, долгота — 275,138° | Гряды Додолы   |
| 14 января 1984 года | 11150 м                    | широта — 65,005°, долгота — 2,509°   | широта — 65,03°, долгота — 2,545°    | Горы Максвелла |
| 15 января 1984 года | 11150 м                    | широта — 64,21°, долгота — 4,159°    | широта — 64,236°, долгота — 4,2°     | Горы Максвелла |

По спектрам инфракрасного излучения, полученным с помощью фурье-спектрометров станций «Венера-15» и «Венера-16» были составлены 1500 профилей температуры атмосферы Венеры в диапазоне высот от 60 до 90 км над различными точками её поверхности, определено содержание различных газообразных веществ, плотность облаков и высота их верхней кромки. Установлено, что чем ближе к полюсу, тем плотнее облака и тем ниже их верхняя граница. У полюса обнаружены два «горячих пятна», где высота верхней кромки облаков на 10 км ниже, чем на экваторе, а поток теплового излучения достигает максимальных для всей венерианской атмосферы значений.

### Новые имена на карте Венеры
«Венера-15» и «Венера-16» обнаружили два новых типа структур рельефа:14, которые стали называть родовыми терминами «венец» (кольцевые структуры размером от 150 до 600 км) и «тессера» (структуры из чередующихся хребтов и долин, на снимках напоминающие паркет). Открытым в результате работы станций «Венера-15» и «Венера-16» деталям поверхности Венеры МАС, в соответствии с обычной в таких случаях процедурой, присвоил названия. Они выбирались из специального картографического банка имён, который, в частности, включал добавленные по предложению Института этнографии и одобренные номенклатурной комиссией при Астрономическом Совете АН СССР имена героинь эпических произведений народов СССР. Имена для открытых АМС «Венера-15» и «Венера-16» деталей рельефа были утверждены XIX Ассамблеей МАС в Нью-Дели (1985 год) и XXI Ассамблеей МАС в Буэнос-Айресе (1991 год). Так многие из указанных имён появились на картах приполярной области Венеры.